# Студентки Хімеюрі
Студентки Хімеюрі (яп. 姫百合学徒隊, Himeyuri Gakutotai, Студентський корпус принцес Лілії, Корпус лілій) — група з 222 студенток і 18 викладачів жіночої старшої школи Окінава Даїчі та жіночої школи Окінава Шіхан, яка була сформована як підрозділ медсестер для японської імперської армії під час битви за Окінаву в 1945 році. Вони були мобілізовані японською армією 23 березня 1945 року.
Студенткам сказали, що японська армія легко зупинить американське вторгнення і що вони будуть у безпеці. Багато хто приніс із собою шкільне приладдя і форму, щоб вчитися і готуватися до повернення в школу. Натомість у прифронтових печерних госпіталях під постійними обстрілами та бомбардуваннями мало кому з учениць та викладачів вдалося пережити війну.

## Історія
Отримавши помилкову інформацію про роботу в госпіталях Червоного Хреста далеко від бойових дій, студентки Хімеюрі були натомість розміщені на передовій, виконуючи грубі операції та ампутації, ховаючи мертвих, транспортуючи боєприпаси та припаси для військ на передовій та виконуючи інші небезпечні для життя обов’язки під безперервним вогнем протягом майже тримісячної битви. Ближче до кінця битви на Окінаві ті, хто ще були живі, терпіли хвороби та недоїдання в темних печерах, наповнених незліченною кількістю важко поранених і мертвих цивільних осіб, солдатів і однокласниць.

### Розпуск підрозділу та втрати
До моменту розпуску підрозділу Хімеюрі було вбито лише 19 студенток. 18 червня 1945 року було видано грубий наказ про розформування частини. Сказавши просто «йти додому» серед тотальної війни, дівчата зазнали значних втрат під перехресним вогнем японських і американських військ. Вранці наступного дня (19 червня) 5 викладачів і 46 студенток, які ховалися в третьому хірургічному укритті Іхара, були вбиті боєприпасами з білим фосфором під час атаки американських військ.
Протягом тижня після наказу про розпуск приблизно 80% дівчат та їхніх вчителів, які залишилися на острові Окінава, померли. 136 студенток Хімеюрі, мобілізованих до армійського польового госпіталю Хаебару, були вбиті. Загалом було вбито 211 студенток і 16 вчителів.
Деякі покінчили життя самогубством різними способами через страх систематичного зґвалтування солдатами США. Перш ніж бої закінчилися, деякі дівчата кинулися з нерівних скель узбережжя Арасакі або отруїлися ціанідом (який раніше вводили солдатам у невиліковному стані), інші вбили себе ручними гранатами, які їм роздали японські солдати.

### Пам'ятник Хімеюрі
Пам'ятник Хімеюрі був споруджений 7 квітня 1946 року в пам'ять про загиблих. Пам'ятник стоїть перед Музеєм миру. На ньому перераховані імена кожної студентки та вчителя Хімеюрі, які загинули під час війни. Багато з тих, хто вижив, допомагали будувати й продовжують підтримувати об'єкти.

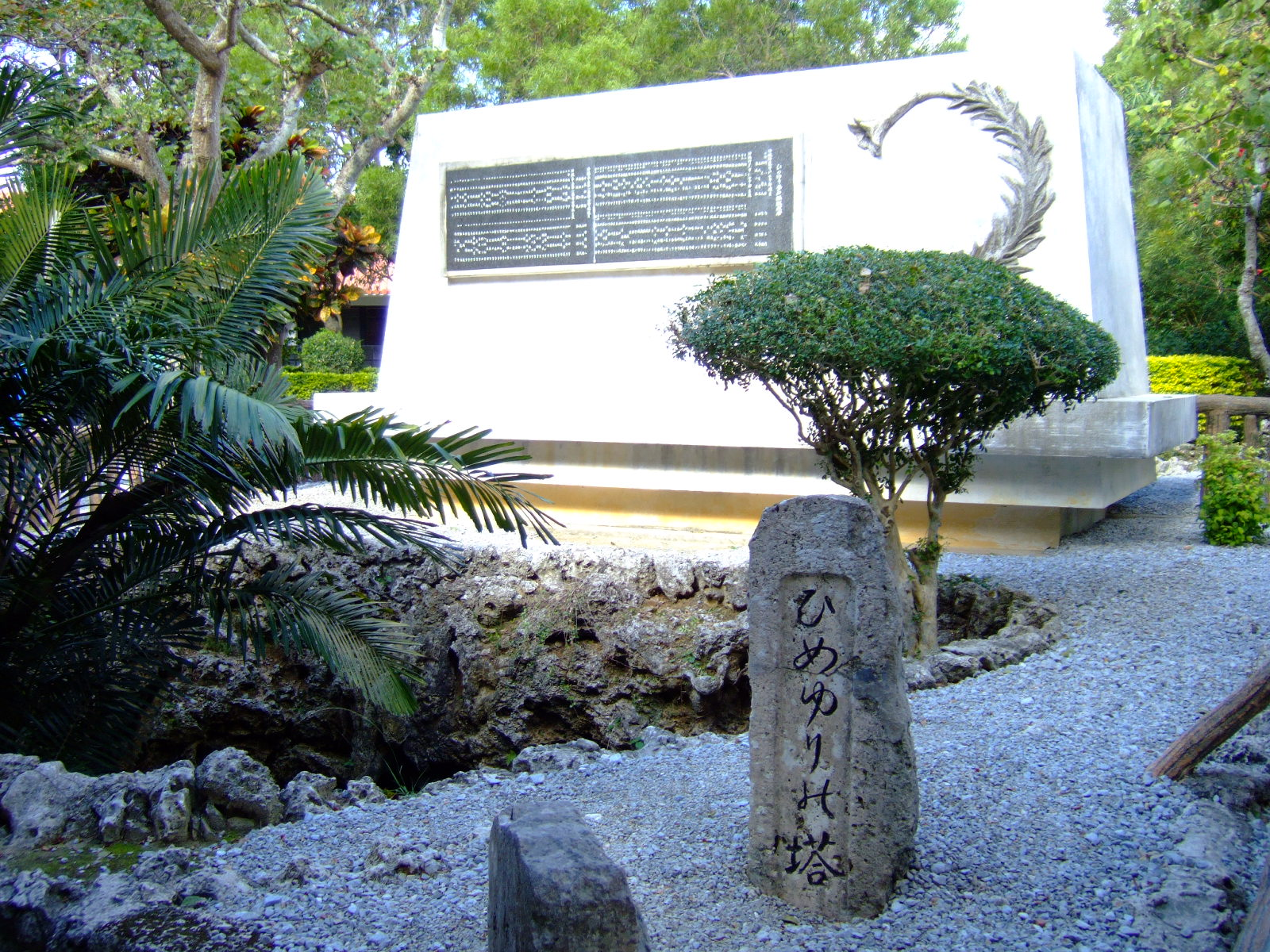
Пам'ятник Хімеюрі в Ітомані, Окінава

### Музей миру Хімеюрі
Музей миру Хімеюрі побудований за зразком головної шкільної будівлі, в якій колись навчалися дівчата. Відремонтований і знову відкритий у День пам'яті Окінави 2009 року, музей має шість виставкових залів, у яких виставлено світлини напередодні битви за Окінаву, польовий госпіталь армії Хаебару, портрети всіх молодих жертв, загиблих після відступу військових на південну частину півострова Кіян, панелі, які пояснюють обставини, за яких вони загинули, двадцять вісім томів свідчень та спогадів тих, хто вижив, а також діорама вищезгаданої печери у натуральну величину, де загинуло чимало студенток.
Свідчення оживляють кожну фазу битви, свідками якої були студентки-медсестри. Деякі з колишніх медсестер працювали й екскурсоводами, і кураторами в музеї. Друга реконструкція музею відбулася в червні 2020 року за участі вцілілих студенток Хімеюрі.